# Najlepszy Polski Debiutant PLK
Najlepszy Polski Debiutant PLK – nagroda przyznawana co sezon najlepszemu polskiemu zawodnikowi, debiutującemu w najwyższej klasie rozgrywkowej – Polskiej Lidze Koszykówki. Nagroda jest przyznawana na podstawie głosowania dziennikarzy, piszących o lidze PLK. Jest to wyróżnienie nieoficjalne, laureat nie otrzymuje żadnej statuetki.
| Sezon   | Zawodnik              | Zespół                      |        |
| ------- | --------------------- | --------------------------- | ------ |
| 1995/96 | Tomasz Cielebąk       | Śląsk Wrocław               | [ a ]  |
| 2009/10 | Dardan Berisha        | Polonia 2011 Warszawa       | [ 2 ]  |
| 2010/11 | Jakub Dłoniak         | Zastal Zielona Góra         | [ 3 ]  |
| 2011/12 | Przemysław Karnowski  | Siarka Jezioro Tarnobrzeg   | [ 4 ]  |
| 2012/13 | Artur Donigiewicz     | Rosa Radom                  | [ 5 ]  |
| 2013/14 | Kacper Borowski       | Energa Czarni Słupsk        | [ 6 ]  |
| 2014/15 | Aleksander Czyż       | Turów Zgorzelec             | [ 7 ]  |
| 2015/16 | Igor Wadowski         | AZS Koszalin                | [ 8 ]  |
| 2016/17 | Filip Put             | Asseco Gdynia               | [ 9 ]  |
| 2017/18 | Daniel Gołębiowski    | Polpharma Starogard Gdański | [ 10 ] |
| 2018/19 | Mathieu Wojciechowski | MKS Dąbrowa Górnicza        | [ 11 ] |
| 2019/20 | Aleksander Dziewa     | WKS Śląsk Wrocław           | [ 12 ] |
| 2020/21 | Dominik Olejniczak    | Trefl Sopot                 | [ 13 ] |
| 2021/22 | Szymon Janczak        | Twarde Pierniki Toruń       | [ 14 ] |
| 2022/23 | Szymon Wójcik         | Enea Zastal BC Zielona Góra | [ 15 ] |